# Отторжение (фильм)
«Отторже́ние» — украинский художественный фильм режиссёра Владимира Лерта по мотивам повести Андрея Саломатова «Г».
Съёмки ленты стартовали в начале октября 2008 года и велись в Киеве под рабочим названием «Под зелёным небом».

## Сюжет
По словам создателей фильма, это «драма-фантасмагория об удивительной любви при очень необычных обстоятельствах».
Главный герой — Андрей Лупцов (Сергей Бабкин) — проснувшись утром, обнаруживает, что весь мир вокруг изменился. Город опустел, редкие прохожие в панике, на улицах брошенный транспорт и военная техника, а небо стало зелёного цвета. Всё, что было привычно и дорого, вдруг исчезло. Андрей вместе со своим соседом Иваном Павловичем (Богдан Ступка) отправляется в путь, чтобы выяснить, что же случилось. Андрей влюбляется в беззащитную девушку Беллу (Агния Дитковските), и эти чувства помогают ему справиться с осознанием происходящего.
После он оказывается в психиатрической больнице, доктор рассказывает ему, как он попал сюда и что у него есть жена. Андрей не желает во всё это верить. Во время попытки сбежать он находит Беллу в палате в соседнем корпусе больницы, но, к несчастью, она не может говорить. Андрею приходится смириться с неприятной ему реальностью, и его выписывают из клиники. По дороге домой он видит, как два парня пытаются затолкать в грузовик Люцифера - пса, которого Андрей нашёл, находясь с Беллой. Пёс вырывается, и Андрей бежит за ним. После звучит голос Беллы, она говорит ему: «Я ждала тебя», Андрей отвечает: «Я знаю».

## Создатели
- Владимир Лерт — режиссёр, сценарист
- Дмитрий Яшенков — оператор-постановщик
- Андрей Савенко — генеральный продюсер
- Евгений Духович — генеральный продюсер
- Сергей Григорович — сопродюсер
- Мария Говоруха — исполнительный продюсер

## В ролях
| Актёр             | Роль                         |
| ----------------- | ---------------------------- |
| Сергей Бабкин     | Андрей Лупцов                |
| Богдан Ступка     | Иван Павлович, сосед Лупцова |
| Агния Дитковските | Белла, возлюбленная Лупцова  |
| Александр Баширов | Люцифер                      |

## Премьера
Премьера фильма неоднократно переносилась. Первой датой был май 2009 года, но тогда фильм отправили на кинорынок Каннского фестиваля. Затем фильм был представлен на киевском кинофестивале «Молодость» (27 октября 2009). Планировалось, что фильм выйдет в 2010 году, однако и эта дата была отменена. Премьера в РФ должна была состояться 10 ноября 2011 года, но была перенесена на неопределённый срок.
Допремьерный показ состоялся в Кировограде на кинофестивале «Ранок» 4 апреля 2012 года.